# Discorbinelloidea
Discorbinelloidea, tradicionalmente denominada Discorbinellacea, es una superfamilia de foraminíferos del suborden Rotaliina y del orden Rotaliida. Su rango cronoestratigráfico abarca desde el Paleoceno hasta la Actualidad.

## Clasificación
Discorbinelloidea incluye a las siguientes familias:
- Familia Parrelloididae
- Familia Pseudoparrellidae
- Familia Planulinoididae
- Familia Discorbinellidae